# Група ЛСР
Група «ЛСР» —  російська компанія, що працює в сфері виробництва будівельних матеріалів, девелопменту та будівництва нерухомості. Головний офіс - у Санкт-Петербурзі.

## Діяльність
Група «ЛСР» веде свою діяльність в сфері виробництва будівельних матеріалів, видобутку і переробки нерудних копалин, девелопменту та будівництва нерухомості, а також надає генпідрядні, підрядні і інжинірингові послуги в сфері цивільного та промислового будівництва. Ключовими регіонами розвитку бізнесу компанії є: Санкт-Петербург і Ленінградська область, Москва і Московська область, Єкатеринбург і Уральський регіон.

## Ресурси Інтернету
- Офіційний сайт Групы ЛСР [Архівовано 12 серпня 2016 у Wayback Machine.](рос.)